# 何柱国工作

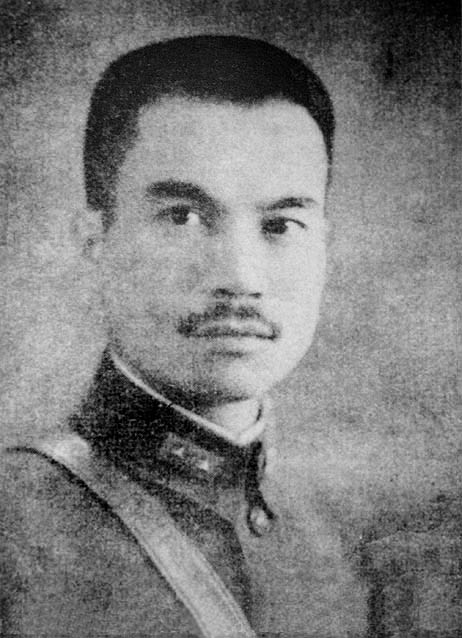
何柱国

何柱国工作（かちゅうこくこうさく）とは、日中戦争末期の1945年（昭和20年、民国34年）4月以降おこなわれた、何柱国による日中戦争の和平工作。

## 経緯
小磯内閣が退陣して鈴木貫太郎内閣が成立して間もない1945年4月20日、大日本帝国陸軍は、対米・対ソ戦備上あらためて日中戦争（シナ事変）の収束を図るべく対重慶（蔣介石政権）および対延安（中国共産党）工作の準備を整えた。この時点においては、すでに戦況が最終局面に達したとの判断から、南京国民政府（汪兆銘自身は前年11月に名古屋で病死）の存在にとらわれず支那派遣軍総司令官独自の行動を認めることとし、これを内閣総理大臣・陸軍大臣・海軍大臣・外務大臣による4相会議で了承し、陸相の責任において実施にうつすこととしたのである。これに対する総軍の回答は「万難を排して実行する」というもので、担当者に選ばれたのは総軍参謀副長の今井武夫であった。
重慶軍の何柱国上将（中国第10戦区副司令長官兼第15集団軍司令官）の特使と連絡をとりつつあった今井少将は、大本営の対重慶工作承認とともに7月上旬に南京市を出発し、中国戦区内を秘密裏に移動して安徽省境に近い河南省沈邱で何将軍と会見の場をもった。
しかし、何柱国司令官はカイロ宣言（1943年12月）の発せられた現下においては日中間の単独和平はありえないとして、これを拒否した。ただし、中国としては万一日本の要請があるならば、日本の和平提案を連合国側に取り次ぐことはできると述べ、日本は満洲、朝鮮、台湾、樺太を放棄しなければならない旨の意見を伝えたという。南京に戻った今井は総軍司令官の岡村寧次に事後報告をしたうえ、大本営にも書面で通告したが大本営からの返答は寄せられなかった。